# Возвращение стада (картина Брейгеля)
«Возвращение стада» или «Возвращение стад» (нидерл. De terugkeer van de kudde, нем. Die Heimkehr der Herde) — картина, написанная в 1565 году нидерландским художником Питером Брейгелем Старшим (Pieter Bruegel de Oude, около 1520/1525—1569). Картина принадлежит Музею истории искусств в Вене. Она написана маслом по дереву (дуб), размер — 117 × 159 см.

## Описание
Картина «Возвращение стада» принадлежит к циклу картин Брейгеля, известных под общим названием «Времена года». Полагают, что она соответствует поздней осени — ноябрю. Об этом свидетельствуют голые деревья без листвы, а также осенние (тёмно-золотистые и серо-коричневые) цвета полей и лугов.
Сосредоточенные на своей работе перегонщики скота пытаются привести стадо с летних пастбищ на место зимней стоянки до того, как испортится погода. О том, что скоро наступит ненастье, свидетельствуют надвигающиеся с правой стороны неба чёрные тучи.

## История
Исследователи творчества Брейгеля полагают, что серия из шести картин «Времена года» (или «Двенадцать месяцев»), из которых до настоящего времени сохранилось только пять (все датированы 1565 годом), была написана Брейгелем по заказу антверпенского купца Николаса Йонгелинка. Картины некоторое время находились в загородном доме у Йонгелинка, расположенного недалеко от городских стен Антверпена. В феврале 1566 года он заложил их городским властям Антверпена в качестве гарантии своего долга.
В июле 1594 года картины были переданы в качестве подарка Эрнсту Австрийскому, штатгальтеру габсбургских Нидерландов, который в то время находился в Брюсселе. После его смерти в 1595 году картины переместились к его брату, королю Богемии Рудольфу II, резиденции которого находились в Праге и Вене.
Следующая запись о местоположении картин датирована 1659 годом, когда производилась инвентаризация коллекции эрцгерцога Леопольда Вильгельма Австрийского. После его смерти в 1662 году картины (которых, судя по описанию, осталось уже пять) перешли по наследству к его племяннику, будущему императору Священной Римской империи Леопольду I, который поместил эту коллекцию в венском дворце Хофбург. После смерти Леопольда I, последовавшей в 1705 году, картины оставались в императорской коллекции в Вене. В 1784 году «Возвращение стада» и несколько других картин Питера Брейгеля Старшего находились в венском дворце Бельведер.

## Другие картины цикла «Времена года»
- «Сумрачный день», 1565,
Музей истории искусств, Вена
- «Сенокос», 1565,
Лобковицкий дворец, Прага
- «Жатва», 1565,
Музей Метрополитен, Нью-Йорк
- «Охотники на снегу», 1565,
Музей истории искусств, Вена